# Фрум (Дорсет)
Фрум (енгл. River Frome) је река у Уједињеном Краљевству, у Енглеској. Дуга је 48 km. Протиче кроз Дорсет. Улива се у Ламанш. 